# Ігор Матович
Ігор Матович (словац. Igor Matovič, нар. 11 травня 1973, Трнава, Чехословаччина) — словацький державний діяч, прем'єр-міністр Словаччини з 21 березня 2020 року до 22 березня 2021. Засновник і лідер право-консервативної партії «Звичайні люди». Депутат Національної ради з 12 червня 2010 року за результатами парламентських виборів 12 червня 2010 року, у яких брав участь у списку «Свободи і солідарності».
Партія Ігоря Матовича «Звичайні люди» перемогла на парламентських виборах 29 лютого 2020 року.

## Життєпис

### Ранні роки
Ігор Матович народився в місті Трнава 11 травня 1973 року. 1993 року він почав навчатися на факультеті менеджменту в Університеті Коменського, який закінчив 1998 року. Бізнес-кар'єру розпочав 1997 року, а з 2002 року працював виконавчим директором Трнавського видавництва regionPRESS до 2010 року. Пізніше Ігор Матович передав бізнес своїй дружині Павліні Матович (уродженій Репашці). Агенція Франс Прес описала його як «ексцентричного мільйонера, який зробив сам себе, і колишнього боса ЗМІ», який став «медійним, але непередбачуваним політиком».

### Політична кар'єра
2010 року заснував громадський рух «Звичайні люди» (Obyčajní ľudia), який здебільшого був правоцентристським та наголошував на боротьбі з корупцією. Матович рекламував громадський рух, використовуючи безкоштовні листівки, що розповсюджувались поліграфічною компанією його родини. Разом із трьома іншими народними депутатами від Огано він уперше виграв парламентські вибори у Словаччині 2010 року у списку «Свободи і солідарності» (SaS). Він залишався у SaS до лютого наступного року, коли підтримав обмеження на подвійне громадянство, запропоновані опозиційною партією «Курс — соціальна демократія» (Smer). Протистояння Матовича позиції уряду призвело до того, що SaS вийшла з коаліції. 2011 р. уряд Івети Радічової пішов у відставку, що призвело до нових виборів 2012 р. Під керівництвом Матовича «Звичайні люди» були реорганізовані в політичну партію «OĽaNO» («Звичайні люди та незалежні особистості»). OĽaNO отримала 8,55 % голосів та 16 місць у парламенті. Партія залишилася в опозиції, оскільки не бажала співпрацювати з партією «Курс — соціальна демократія»(Smer-SD).
Як лідер OĽaNO, Матович привернув увагу кампанією проти корупції. Виступаючи проти депутатської недоторканності, він припаркував свою машину на тротуарі та продемонстрував свою перепустку до парламенту поліції, яка намагалася її відбуксирувати; щоби протистояти корупції, він пройшов тест на поліграфі, у якому зазначив, що ніколи не брав хабарі.. Однак Роберт Фіцо звинуватив Матовича в неналежному здійсненні фіктивного продажу бізнесу regionPRESS за 122 мільйони словацьких крон службовцю Павлу Вандаку, який нібито отримав гроші з внутрішнього рахунку. Матович це заперечує.

## Прем'єр-міністр Словаччини
Партія Матовича OĽaNO отримала велику кількість голосів на словацьких парламентських виборах 29 лютого 2020 року, здобувши 53 місця в парламенті із 150 можливих, та 25,02 % голосів.

### Результати виборів до Парламенту Словаччини 2020 року
| Партія                                   | Лідер            | Голоси (%) | Місць |
| ---------------------------------------- | ---------------- | ---------- | ----- |
| Звичайні люди та незалежні особистості   | Ігор Матович     | 25.02      | 53    |
| Курс — соціальна демократія              | Петер Пеллегріні | 18.29      | 38    |
| Ми — родина                              | Борис Коллар     | 8.24       | 17    |
| Котлеба — Народна партія Наша Словаччина | Маріан Котлеба   | 7.97       | 17    |
| Свобода і солідарність                   | Ріхард Сулик     | 6.22       | 13    |
| Словацька національна партія             | Ян Слота         | 3.16       | 0     |

Корупція була основною проблемою на виборах, що допомогло Матовичу, який довгий час позиціонував себе як антикорупціонера. 13 березня Матович заявив, що домовився про урядову коаліцію з іншими центристськими та правими партіями «Ми — родина», «Свобода і солідарність» та «Для людей», хоча вони не домовились про спільну програму управління. Він не розголосив своїх обранців до нового кабінету. Матович залишив свій вибір членів кабінету президенту Зузані Чапутовій 16 березня; вона прийняла всі призначення. Склад нового кабінету міністрів був оприлюднений 18 березня, а 21 березня прийняв присягу.
У липні 2020 року Матович зізнався в плагіаті магістерської роботи після того, як розслідування від Denník N виявило, що цілі сторінки та графіки були скопійовані з джерел. Він сказав, що піде з посади після того, як будуть виконані всі його передвиборчі обіцянки. Університет Коменського в Братиславі підтвердив плагіат магістерської роботи.
Соціолог Братиславського інституту політики Міхал Вашечка заявив, що «Матович почав перетворювати гнів суспільства на класову боротьбу: місто проти села, освічені проти неосвічених, простий народ проти еліт». Він припустив, що це призведе до політичної поляризації.
22 березня 2021 року прем'єр Матович погодився піти у відставку через закупку російської вакцини Спутник V.
Матович виступає за розширення НАТО і Європейського союзу, включення до його складу України, країн Балканського півострова і Східної Європи, підтримує опозиційні виступи в Білорусі, закликає до застосування санкцій стосовно керівництва Білорусі та Росії.

### Заява щодо України (2021)
3 березня 2021 року Матович в ефірі на радіо, відповідаючи на питання «що він пообіцяв Росії за їхню вакцину проти COVID-19», жартома відповів «Закарпаття». Міністр МЗС Дмитро Кулеба заявив, що подібні жарти псують стосунки між країнами.